# Geisteskranker mit militärischem Größenwahn
Geisteskranker mit militärischem Größenwahn ist ein Gemälde von Théodore Géricault aus der Zeit um 1819/22. Das Bild befindet sich in der Sammlung Oskar Reinhart «Am Römerholz» in Winterthur.

## Geschichte
In den Jahren 1818 bis 1822 malte Géricault einen Zyklus von Bildnissen Monomaner. Möglicherweise war er von Jean-Étienne-Dominique Esquirol damit beauftragt worden. Auf Esquirol geht die Definition des Monomanen als eines Menschen zurück, der nur in einem Punkt als verrückt gelten kann, in jeder anderen Hinsicht aber unauffällig ist. Neben dem Bildnis des Militärmonomanen enthielt der Zyklus unter anderem auch ein Porträt eines Kleptomanen, eines auf Kindsraub Fixierten und einer krankhaft neidischen Frau.
Esquirol glaubte, aus der Physiognomie der Menschen auf eventuelle Geisteskrankheiten schließen zu können. Er war der Lehrer von Étienne-Jean Georget, dem Chefarzt der Salpêtrière, in dessen Besitz die ursprünglich zehn Porträts Monomaner sich zunächst befanden. Von diesen zehn Gemälden sind fünf erhalten geblieben bzw. nicht verschollen, darunter das Porträt des Geisteskranken mit militärischem Größenwahn.

## Beschreibung
Das hochformatige Brustbild zeigt den Patienten nicht ganz frontal, sondern leicht von rechts gesehen, vor einem bräunlichgrauen dunklen Hintergrund. Das Licht fällt von links auf das hagere Gesicht eines nicht mehr jungen Mannes mit langer Nase und kurzem Bart, der in Richtung des rechten Bildrandes schaut, als könne er dem Maler bzw. Betrachter des Bildes nicht ins Gesicht sehen.
Vor seiner Stirn hängt von seiner schräg aufgesetzten Kopfbedeckung eine dunkelrote Quaste herab. Kragen und Ärmel eines weiten weißen Hemdes sind unter einer dunklen Gewandung zu erkennen, die in einem Katalog der Reinhartschen Sammlung als „Phantasieuniform“ bezeichnet wird. Um den Hals des Porträtierten hängt eine große Kennmarke des Krankenhauses, die wie ein Orden oder eine Medaille wirkt.
Géricault habe, so der Katalogtext, „dieses erstaunliche Bildnis mit freier, lockerer Pinselführung ohne vorbereitende Studien und wohl in nur einer Sitzung gemalt.“ Wahnsinn und Tod seien für ihn wie für viele Romantiker zum Gegenbild einer Welt geworden, die auf Zweckrationalität ausgerichtet gewesen sei. Auch habe ihn an den Monomanen wohl das Wandeln an der Grenze zwischen Vernunft und Wahnsinn interessiert.
Klaus Hammer schrieb 2013 über die „Irrenporträts“ Géricaults: „Sie scheinen ganz bewusst als pathologische Analysen gedacht zu sein, als präzise Studien, in die die Kunst ganz von selbst einfloss.“ Hammer konzentriert sich besonders auf den Blick des dargestellten Kranken: „Seine Augen sind es, die den Irren verraten: der unstete Blick flieht, vermag nicht zu fixieren. Dieselben ungreifbaren und zugleich lauernden Augen“ seien auch bei den anderen Porträts von Geisteskranken zu finden.
Ein Teil des Zyklus, allerdings nicht der Geisteskranke mit militärischem Größenwahn, wurde im Jahr 2013 auf der ersten Géricault-Einzelausstellung in Deutschland gezeigt. Sie fand in der Schirn Kunsthalle in Frankfurt am Main statt.

## Rezeption
Alfred Hrdlicka zitierte das Gemälde in seiner Hommage à Géricault, in der er sich selbst als Bildgegenstand inszenierte. In seinem Werk Faces. Eine Geschichte des Gesichts geht Hans Belting auch auf Géricaults Krankenporträts ein. Diese seien sozusagen Gegenstücke zu dem, was man lange Zeit unter einem Porträt verstanden habe, nämlich „die Repräsentation einer Person im Rahmen derjenigen Gesellschaft [...] welcher die Person angehörte [...] eine Maske, die sie benutzte, um im Bild, also einem Objekt, präsent zu sein und zu bleiben.“ Dagegen hätten Géricaults Gemälde nur den „Fall“ und nicht ein „Subjekt“ als Thema und belegten den Identitätsverlust der Dargestellten. Der Geisteskranke mit militärischem Größenwahn verirre sich „mit seinem unsteten Blick [...] ohne den Maler wahrzunehmen, in einer anderen Welt“, sein „Selbst“ werde daher in diesem Bild nicht repräsentiert.